# 李亚农
參數所指定的目標頁面不存在，建議更正成存在頁面或直接建立下列一個頁面（建立前請先搜尋是否有合適的存在頁面可以取代）：
- 李亚农 (烈士)

李亚农（1906年6月26日—1962年9月2日），又名李旦丘，生于四川省江津县，中国先秦史学家。

## 生平
1916年，随三哥李初梨留学日本。1927年就读京都帝国大学部，学习哲学，同年加入中国共产党。回国后，失去组织联系，任中法大学教授。1941年冬，前往苏北抗日民主根据地，任新四军政治部敌工部副部长。后历任华中建设大学校长兼党委书记、华东研究院院长、中国科学院哲学社会科学部委员、上海社会科学院历史研究所所长。著作有《铁云藏龟零拾》、《殷契摭佚》（正续编）、《金文研究》、《中国的奴隶制与封建制》、《西周与东周》等。主張春秋封建说。
因长期患慢性风湿性心脏病医治无效，于1962年9月2日下午1时15分在上海逝世，享年57岁。